# Nicolas Houzé
Pour les articles homonymes, voir Houzé.
 (novembre 2023).
Nicolas Houzé, né le 16 mars 1975 à Paris, est un chef d’entreprise français. Il est notamment directeur des Galeries Lafayette et président du Groupe Galeries Lafayette.

## Biographie

### Carrière
En 1998, il remplit plusieurs fonctions à Monoprix, alors détenu à 50 % par le groupe Galeries Lafayette. Il est l'arrière petit-fils de Max Heilbronn, fondateur des enseignes Monoprix.
En 2013, il devient directeur des Galeries Lafayette et du BHV Marais. Comme pour Monoprix, il s'inscrit dans une continuité familiale puisqu'il est représentant de la 5e génération de la famille actionnaire du groupe Galeries Lafayette. En effet, il est l'arrière-arrière-petit-fils de Théophile Bader, le cofondateur des Galeries Lafayette ; le petit-fils de Ginette Moulin et le fils de Philippe Houzé, vice-président du conseil de surveillance et président de la holding familiale Motier.
En tant que directeur général, il ordonne l'acquisition complète de BazarChic et La Redoute,,, et partielle pour Eataly. Il cède 22 magasins Galeries Lafayette du réseau français à la Financière immobilière bordelaise.
Outre la direction du groupe Galeries Lafayette, Nicolas Houzé est, depuis 2018, membre du conseil de surveillance du groupe audiovisuel et multimédia M6. En 2019, il devient administrateur de l’Union du grand commerce de centre-ville,.
En 2024, Ginette Moulin démissionne de la présidence de Motier, la holding familiale propriétaire du Groupe Galeries Lafayette. Philippe Houzé lui succède. Nicolas Houzé en devient vice-président et est nommé président du groupe Galeries Lafayette par le conseil de surveillance, présidé par Patricia Moulin Lemoine.
Nicolas Houzé est également, depuis 2024, vice-président de Motier, la holding animatrice de la famille Moulin, dont Philippe Houzé est le président.

### Autres fonctions
Nicolas Houzé est vice-président du comité exécutif de l’Association internationale des grands magasins.